# 小田部雄次
小田部 雄次（おたべ ゆうじ、1952年6月25日 - ）は、日本の歴史学者。静岡福祉大学名誉教授。専門は日本近現代史（皇室制度・華族制度）。

## 略歴
東京に生まれ、茨城県水戸市に育つ。茨城県立水戸第一高等学校を経て、茨城大学人文学部卒業。1985年立教大学大学院文学研究科博士課程単位取得退学。静岡精華短期大学国際文化学科助教授、2002年ビジネス情報学科教授、2004年静岡福祉大学 社会福祉学部教授 、2018年静岡福祉大学 名誉教授。
専攻は日本近現代史で、立教大学では粟屋憲太郎に師事し日本ファシズムを研究、その過程で内務官僚松本学の日記や安岡正篤書簡を通じて学習院赤化事件や革新華族の存在に注目する。
その後、『徳川義親日記』を通じて華族制度史への研究へ移り、華族財産や家宝の売却過程に関する研究も行う。さらに共同通信社会部長・宮内庁記者の高橋紘の紹介で旧皇族妃梨本伊都子の日記を読み、宮中と女性などをテーマに皇族研究を行う。

## エピソード
"竹田恒泰"に対して、恒泰の父である恆和は、父の恒徳王が皇籍離脱した後に生まれているため、生涯で一度も皇族であったことはない。また、1920年5月19日に内規として裁定された「皇族の降下に関する施行準則」では「長子孫の系統四世を除く全ての王が華族に降下する」ことに定められている。竹田宮の場合、北白川宮能久親王が1世、竹田宮恒久王が2世、離脱した竹田宮恒徳王が3世、同じく離脱した竹田宮恒正王が4世であり、この世代以降は全て皇族ではなく華族となると主張している。
悠仁親王の盗撮被害に関するコメントのなかで、「一概に責めることはできない」と盗撮犯を擁護した。

## 著作

### 単著
- 『徳川義親の十五年戦争』（青木書店、1988年）[20]
- 『梨本宮伊都子妃の日記 皇族妃の見た明治・大正・昭和』（小学館、1991年／小学館文庫、2008年）、改訂版
- 『むかし戦争があった』（小学館、1995年）
- 『ミカドと女官 菊のカーテンの向う側』（恒文社、2001年／扶桑社文庫、2005年）
- 『雅子妃とミカドの世界 伝統と新風 皇室のいま』（小学館文庫、2002年）
- 『四代の天皇と女性たち』（文藝春秋〈文春新書〉、2002年）
- 『家宝の行方 美術品が語る名家の明治・大正・昭和』（小学館、2004年）
- 『華族 近代日本貴族の虚像と実像』（中央公論新社〈中公新書〉、2006年）
- 『華族家の女性たち』（小学館、2007年）
- 『李方子 一韓国人として悔いなく』（ミネルヴァ書房〈日本評伝選〉、2007年）
- 『天皇・皇室を知る事典』（東京堂出版、2007年）
- 『皇族に嫁いだ女性たち』（角川学芸出版〈角川選書〉、2009年）
- 『皇族 天皇家の近現代史』（中公新書、2009年）
- 『皇室と静岡』（静岡新聞社〈静新新書〉、2010年）
- 『昭憲皇太后・貞明皇后  一筋に誠をもちて仕へなば』（ミネルヴァ書房〈日本評伝選〉、2010年）
- 『天皇と宮家 消えた十一宮家と孤立する天皇家』（新人物往来社、2010年／新人物文庫、2014年）
- 『昭和天皇と弟宮』（角川選書、2011年）
- 『近現代の皇室と皇族』（敬文舎（日本歴史 私の最新講義04）、2013年）
- 『昭和天皇実録評解 裕仁はいかにして昭和天皇になったか』（敬文舎、2015年）
- 『昭和天皇実録評解2 大元帥・昭和天皇はいかに戦ったか』（敬文舎、2017年）
- 『大元帥と皇族軍人　明治編』（吉川弘文館〈歴史文化ライブラリー〉、2016年）
- 『大元帥と皇族軍人　大正・昭和編』 （吉川弘文館〈歴史文化ライブラリー〉、2016年）[21]
- 『49人の皇族軍人－戦場に立った近代日本の影の主役たち』（洋泉社〈歴史新書〉、2016年）
- 『肖像で見る 歴代天皇125代』（KADOKAWA〈角川新書〉、2017年）
- 『百年前のパンデミックと皇室　梨本宮伊都子妃の見たスペイン風邪』（敬文舎、2020年）
- 『皇室と学問　昭和天皇の粘菌学から秋篠宮の鳥学まで』（星海社新書、2022年2月）
- 『天皇家の帝王学』（星海社新書、2023年6月）

### 共編著ほか
- （粟屋憲太郎）『二・二六事件前後の国民動員』、大月書店〈資料日本現代史 9〉、1984年。
- （岡部牧夫）『華族財産関係資料』上・下巻。不二出版、1986年。
- （高橋紘・粟屋憲太郎）『昭和初期の天皇と宮中 : 侍従次長河井弥八日記』、岩波書店、1993年-1994年。
- （林博史・山田朗）『キーワード 日本の戦争犯罪』、雄山閣出版、1995年。
- （山田朗）『近代の戦争と外交』、東京堂出版〈展望日本歴史 22〉、2004年。
- （明石元紹と共著）『君は天皇をどうしたいのかね？』、敬文舎、2017年。
- 小田部雄次「書評と紹介 タキエ・スギヤマ・リブラ著、竹内洋ほか訳『近代日本の上流階級--華族のエスノグラフィー』」『日本歴史』第637号、吉川弘文館、2001年7月、116-118頁、ISSN 0386-9164、NAID 40003069908。
- 『雅子さまの言葉　愛と涙の27年』監修、別冊宝島編集部編、宝島社、2020年